# Welterbe in Pakistan

Zum Welterbe in Pakistan gehören (Stand 2018) sechs UNESCO-Welterbestätten, alles Stätten des Weltkulturerbes. Pakistan hat die Welterbekonvention 1976 ratifiziert, die ersten drei Welterbestätten wurde 1980 in die Welterbeliste aufgenommen. Die bislang letzte Welterbestätte wurde 1997 eingetragen.

## Welterbestätten
Die folgende Tabelle listet die UNESCO-Welterbestätten in Pakistan in chronologischer Reihenfolge nach dem Jahr ihrer Aufnahme in die Welterbeliste (K – Kulturerbe, N – Naturerbe, K/N – gemischt, (G) – auf der Liste des gefährdeten Welterbes).
| Bild                                                                           | Bezeichnung                                                                           | Jahr | Typ | Ref. | Beschreibung |
| ------------------------------------------------------------------------------ | ------------------------------------------------------------------------------------- | ---- | --- | ---- | --- |
| Archäologische Ruinen in Moenjodaro                                            | Archäologische Ruinen in Moenjodaro (Lage)                                            | 1980 | K   | 138  | |
| Taxila                                                                         | Taxila (Lage)                                                                         | 1980 | K   | 139  | |
| Buddhistische Ruinen von Takht-i-Bahi und angrenzende Relikte in Sahr-i-Bahlol | Buddhistische Ruinen von Takht-i-Bahi und angrenzende Relikte in Sahr-i-Bahlol (Lage) | 1980 | K   | 140  | umfasst die Ruinen von Takht-i-Bahi und Sehri-Bahlol                                                                         |
| Historische Monumente in Makli, Thatta                                         | Historische Monumente in Makli, Thatta (Lage)                                         | 1981 | K   | 143  | Historische Monumente und Grabstätten auf dem Makli-Hügel in der Nähe der Stadt Thatta                                       |
| Festung und Shalimar-Gärten in Lahore                                          | Festung und Shalimar-Gärten in Lahore                                                 | 1981 | K   | 171  | umfasst das Fort von Lahore und die Shalimar-Gärten in der Stadt Lahore, zählte von 2000 bis 2012 zu den gefährdeten Stätten |
| Festung Rohtas                                                                 | Festung Rohtas (Lage)                                                                 | 1997 | K   | 586  | |

## Tentativliste
In der Tentativliste sind die Stätten eingetragen, die für eine Nominierung zur Aufnahme in die Welterbeliste vorgesehen sind.

### Aktuelle Welterbekandidaten
Mit Stand 2018 sind 25 Stätten in der Tentativliste von Pakistan eingetragen, die letzte Eintragung erfolgte 2016.
Die folgende Tabelle listet die Stätten in chronologischer Reihenfolge nach dem Jahr ihrer Aufnahme in die Tentativliste.
| Bild                                                                                                  | Bezeichnung                                                                                                  | Jahr | Typ | Ref. | Beschreibung |
| --- | --- | ---- | --- | ---- | --- |
| (weitere Bilder)                                                                                      | Badshahi-Moschee (Lage)                                                                                      | 1993 | K   | 1277 | Die Badshahi-Moschee in Lahore ist die zweitgrößte Moschee Pakistans und eine der größten Moscheen der Welt. |
| (weitere Bilder)                                                                                      | Wazir-Khan-Moschee (Lage)                                                                                    | 1993 | K   | 1278 | Moschee in Lahore |
| Jahangir-Mausoleum                                                                                    | Grabstätten von Jahangir, Asif Khan und Akbari Sarai                                                         | 1993 | K   | 1279 | umfasst das Jahangir-Mausoleum, das Asif-Khan-Mausoleum und das Akbari-Sarai-Mausoleum in Lahore |
| (weitere Bilder)                                                                                      | Hiran-Turm und Teich (Lage)                                                                                  | 1993 | K   | 1281 | um einen künstlich angelegten Teich errichteter Gebäudekomplex im ehemaligen Jagdpark des Mogul-Herrschers Jahangirs in der Nähe der Stadt Sheikhupura mit einem runden Aussichts- oder Jagdturm, einem rechteckigen Torbau und einem oktogonalen Pavillon mitten im Teich.                                                     |
| (weitere Bilder)                                                                                      | Festung von Ranikot (Lage)                                                                                   | 1993 | K   | 1284 | Festung auf dem Gebiet der Stadt Dadu in der Provinz Sindh |
| (weitere Bilder)                                                                                      | Shah-Jahan-Moschee (Lage)                                                                                    | 1993 | K   | 1286 | Moschee in Thatta |
| (weitere Bilder)                                                                                      | Chaukhandi-Gräber (Lage)                                                                                     | 1993 | K   | 1287 | Gräberfeld etwa 30 km östlich von Karatschi in der Provinz Sindh |
| Archäologische Stätte von Mehrgarh                                                                    | Archäologische Stätte von Mehrgarh                                                                           | 2004 | K   | 1876 | |
| BW | Archäologische Stätte von Rehman Dheri (Lage)                                                                | 2004 | K   | 1877 | |
| Archäologische Stätte von Harappa                                                                     | Archäologische Stätte von Harappa (Lage)                                                                     | 2004 | K   | 1878 | |
| Archäologische Stätte von Ranigat                                                                     | Archäologische Stätte von Ranigat                                                                            | 2004 | K   | 1879 | |
| (weitere Bilder)                                                                                      | Steinedikte von Shahbaz Garhi                                                                                | 2004 | K   | 1880 | In zwei große Steinblöcke geritzte Edikte von Ashoka, dem dritten Herrscher des Maurya-Reichs (Regierungszeit 268 bis 232 v. Chr.), in der Nähe des Dorfs Shahbaz Garhi in Khyber Pakhtunkhwa. Diese und an anderen Stellen erhaltene Steinedikte von Kaiser Ashoka zählen zu den frühesten schriftlichen Zeugnissen Südasiens. |
| Steinedikte von Mansehra                                                                              | Steinedikte von Mansehra                                                                                     | 2004 | K   | 1881 | In drei große Steinblöcke geritzte Edikte von Ashoka, dem dritten Herrscher des Maurya-Reichs (Regierungszeit 268 bis 232 v. Chr.), in der Nähe der Stadt Mansehra in Khyber Pakhtunkhwa. Diese und an anderen Stellen erhaltene Steinedikte von Kaiser Ashoka zählen zu den frühesten schriftlichen Zeugnissen Südasiens.      |
| Fort Baltit                                                                                           | Fort Baltit (Lage)                                                                                           | 2004 | K   | 1882 | |
| Grabmäler von Bibi Jawindi, Baha'al-Halim und Ustead sowie Grabmal und Moschee von Jalaluddin Bukhari | Grabmäler von Bibi Jawindi, Baha'al-Halim und Ustead sowie Grabmal und Moschee von Jalaluddin Bukhari (Lage) | 2004 | K   | 1883 | umfasst vier nahe beieinander liegende Mausoleen und eine Mosche in Uch Sharif in der Provinz Punjab: das Grabmal der Bibi Jawindi, das Grabmal des Baha'al-Halim und das Grabmal des Ustead sowie das Grabmal und die Moschee des Jalaluddin Bukhari,                                                                          |
| (weitere Bilder)                                                                                      | Grabmal des Rukn-i-Alam                                                                                      | 2004 | K   | 1884 | Das Mausoleum in Multan, 1320–1324 unter Ghiyas-ud-din Tughluq, dem ersten Sultan des Sultanats von Delhi aus der Tughluq-Dynastie errichtet, wurde zur Begräbnisstätte des Sufi-Heiligen Rukn-i-Alam († 1335). Überarbeitung eines Vorschlags von 1993                                                                         |
| Hafen Banbhore                                                                                        | Hafen Banbhore (Lage)                                                                                        | 2004 | K   | 1885 | Überreste der mittelalterlichen Hafenstadt Daibul |
| Derawar und die Wüstenfestungen von Cholistan                                                         | Derawar und die Wüstenfestungen von Cholistan                                                                | 2016 | K   | 6108 | umfasst das Derawar Fort und weitere Festungen in der Wüste Cholistan |
| (weitere Bilder)                                                                                      | Kulturlandschaft Hingol (Lage)                                                                               | 2016 | K   | 6109 | |
| | Kulturlandschaft des Karez-Systems                                                                           | 2016 | K   | 6110 | Karez ist eine Alternativbezeichnung für Qanat, ein System zur Frischwassergewinnung mit unterirdischen Kanälen. Der Vorschlag umfasst vier repräsentative Kareze in Belutschistan. |
| Kulturlandschaft Nagarparkar                                                                          | Kulturlandschaft Nagarparkar                                                                                 | 2016 | K   | 6111 | Kulturlandschaft in der Umgebung der Stadt Nagarparkar in der Provinz Sindh mit zahlreichen Tempeln des Jainismus |
| Zentral-Karakorum-Nationalpark                                                                        | Zentral-Karakorum-Nationalpark                                                                               | 2016 | N   | 6112 | |
| Deosai-Nationalpark                                                                                   | Deosai-Nationalpark                                                                                          | 2016 | N   | 6115 | |
| Wacholderwald von Ziarat                                                                              | Wacholderwald von Ziarat                                                                                     | 2016 | N   | 6116 | Der Wacholderwald im Distrikt Ziarat in der Provinz Belutschistan ist weltweit der zweitgrößte Bestand an Juniperus polycarpos. 2013 wurde der Wald zum Biosphärenreservat erklärt. |
| Salzbergwerk Khewra                                                                                   | Salzgebirge und Salzbergwerk Khewra                                                                          | 2016 | K/N | 6118 | umfasst das Salzgebirge im Punjab und das an dessen Abhang zum Fluss Jhelam liegende Salzbergwerk Khewra |

### Ehemalige Welterbekandidaten
Diese Stätten standen früher auf der Tentativliste, wurden jedoch wieder zurückgezogen oder von der UNESCO abgelehnt.
Stätten, die in anderen Einträgen auf der Tentativliste enthalten oder Bestandteile von Welterbestätten sind, werden hier nicht berücksichtigt.
| Bild                                   | Bezeichnung                            | Jahr      | Typ | Ref. | Beschreibung |
| -------------------------------------- | -------------------------------------- | --------- | --- | ---- | ------------ |
| Petroglyphen von Hunza, Gilgit, Chilas | Petroglyphen von Hunza, Gilgit, Chilas | 1980–1981 | K   |      |              |
| Kirthar-Nationalpark                   | Kirthar-Nationalpark (Lage)            | 1982–1982 | N   | 176  |              |
| Indus Dolphin Reserve                  | Indus Dolphin Reserve                  | 1982–1982 | N   | 177  |              |
| BW                                     | Lal-Suhanra-Nationalpark (Lage)        | 1982–1982 | N   | 178  |              |